# Narayanganj

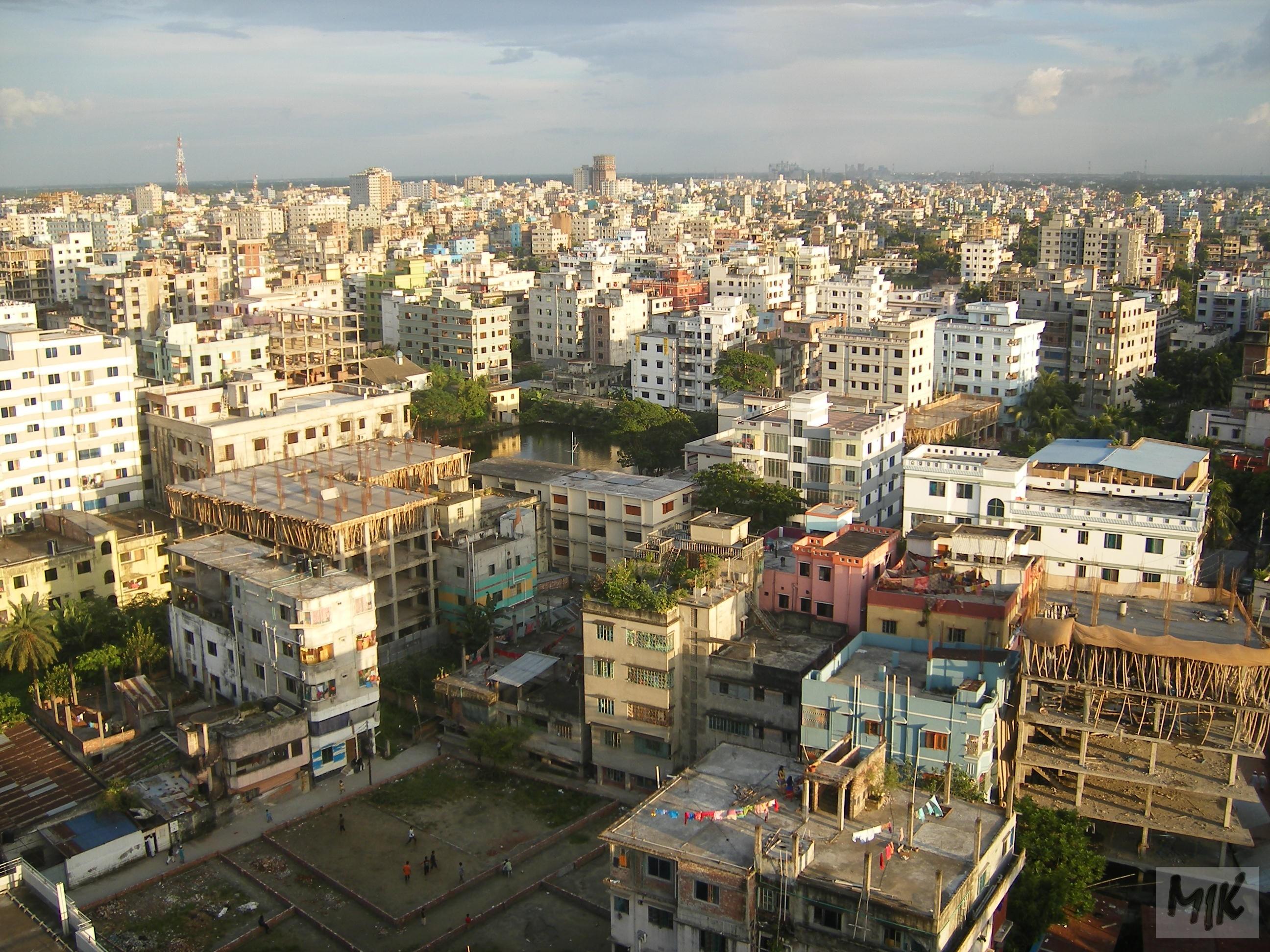
Vy över Narayanganj.

Narayanganj är en stad i Dhakaprovinsen i Bangladesh, och är belägen strax sydost om Dhaka. Staden hade 286 330 invånare vid folkräkningen 2011. Den 5 maj 2011 uppgraderades staden från paurashava (kommun) till city corporation. I samband med detta slogs Narayanganj samman med grannstäderna Kadam Rasul och Siddhirganj, och stadens areal ökade från cirka 13 km² till 47 km². Folkmängden för dessa tre städer var sammanlagt 709 381 invånare 2011. Stadens namn härrör från Narayana, en gud inom hinduismen, samt ordet ganj, som betyder ungefär handelsplats. Narayanganj fick kommunrättigheter 1876.